# Hemictenius tshistjakovae
Hemictenius tshistjakovae är en skalbaggsart som beskrevs av Gusakov 1998. Hemictenius tshistjakovae ingår i släktet Hemictenius och familjen Melolonthidae. Inga underarter finns listade i Catalogue of Life.